# Чишминський район
Чишми́нський район (рос. Чишминский район, башк. Шишмә районы) — адміністративна одиниця Республіки Башкортостан Російської Федерації.
Адміністративний центр — селище міського типу Чишми.

## Географія
Район розташований у центральній частині Республіки Башкортостан, межує з Уфимським, Кармаскалинським, Давлекановським, Благоварським та Кушнаренковським районами.

## Історична довідка
Територія району має багате історичне минуле. Коріння сягає Середньовіччя, коли в XIII—XV століттях найсильніше плем'я башкирів Мін розташувалось тут уздовж річки Дьома. Пізніше на ці землі прийшли татари-мішари, що тікали з підкореного росіянами Казанського ханства, мордва — з Пензенської губернії, росіяни та українці — після приєднання башкирських земель до Росії. Район в сучасних межах утворений 1930 року.

## Населення
Населення району становить 52325 осіб (2019, 52344 у 2010, 52663 у 2002).

## Адміністративно-територіальний поділ
На території району 1 міське поселення та 15 сільських поселень, які називаються сільськими радами:
| Поселення                     | Площа, км² | Населення, осіб (2002) | Населення, осіб (2010) | Населення, осіб (2019) | Центр        | Населені пункти |
| ----------------------------- | ---------- | ---------------------- | ---------------------- | ---------------------- | ------------ | --------------- |
| Чишминська селищна рада       | 33,67      | 21008                  | 21196                  | 22733                  | Чишми        | 1               |
| Алкінська сільська рада       | 100,31     | 2682                   | 2676                   | 2959                   | Узитамак     | 14              |
| Аровська сільська рада        | 128,61     | 1499                   | 1394                   | 1582                   | Арово        | 7               |
| Арслановська сільська рада    | 141,15     | 1672                   | 1623                   | 1558                   | Арсланово    | 5               |
| Дмитрієвська сільська рада    | 66,60      | 700                    | 618                    | 547                    | Дмитрієвка   | 4               |
| Дурасовська сільська рада     | 124,74     | 1293                   | 1208                   | 1090                   | Дурасово     | 8               |
| Єнгалишевська сільська рада   | 75,65      | 1031                   | 935                    | 860                    | Єнгалишево   | 6               |
| Єремієвська сільська рада     | 148,42     | 2113                   | 2010                   | 2069                   | Єремієво     | 7               |
| Ібрагімовська сільська рада   | 118,37     | 1666                   | 1561                   | 1344                   | Ібрагімово   | 6               |
| Кара-Якуповська сільська рада | 64,29      | 1411                   | 1486                   | 1496                   | Кара-Якупово | 4               |
| Лісова сільська рада          | 12,27      | 5020                   | 4996                   | 5246                   | Алкіно-2     | 1               |
| Новотроїцька сільська рада    | 170,33     | 1595                   | 1513                   | 1432                   | Новотроїцьке | 10              |
| Сафаровська сільська рада     | 124,62     | 1509                   | 1554                   | 1481                   | Сафарово     | 5               |
| Чишминська сільська рада      | 96,60      | 2640                   | 2712                   | 1955                   | Чишми        | 6               |
| Чувалкіповська сільська рада  | 175,30     | 2082                   | 1872                   | 1434                   | Чувалкіпово  | 7               |
| Шингак-Кульська сільська рада | 242,84     | 4742                   | 4990                   | 4539                   | Шингак-Куль  | 13              |

## Найбільші населені пункти
| №  | Населений пункт | Населення, осіб (2002) | Населення, осіб (2010) |
| -- | --------------- | ---------------------- | ---------------------- |
| 1  | Чишми (смт)     | 21 008                 | 21 196                 |
| 2  | Алкіно-2        | 5 020                  | 4 996                  |
| 3  | Шингак-Куль     | 2 553                  | 2 975                  |
| 4  | Чишми (село)    | 1 740                  | 1 806                  |
| 5  | Сафарово        | 962                    | 991                    |
| 6  | Горний          | 703                    | 712                    |
| 7  | Калмашево       | 721                    | 686                    |
| 8  | Арсланово       | 635                    | 650                    |
| 9  | Арово           | 626                    | 594                    |
| 10 | Старомусино     | 619                    | 578                    |

## Персоналії
В районі народився Шапко Іван Григорович (1914—2009) — український скульптор.

## Галерея

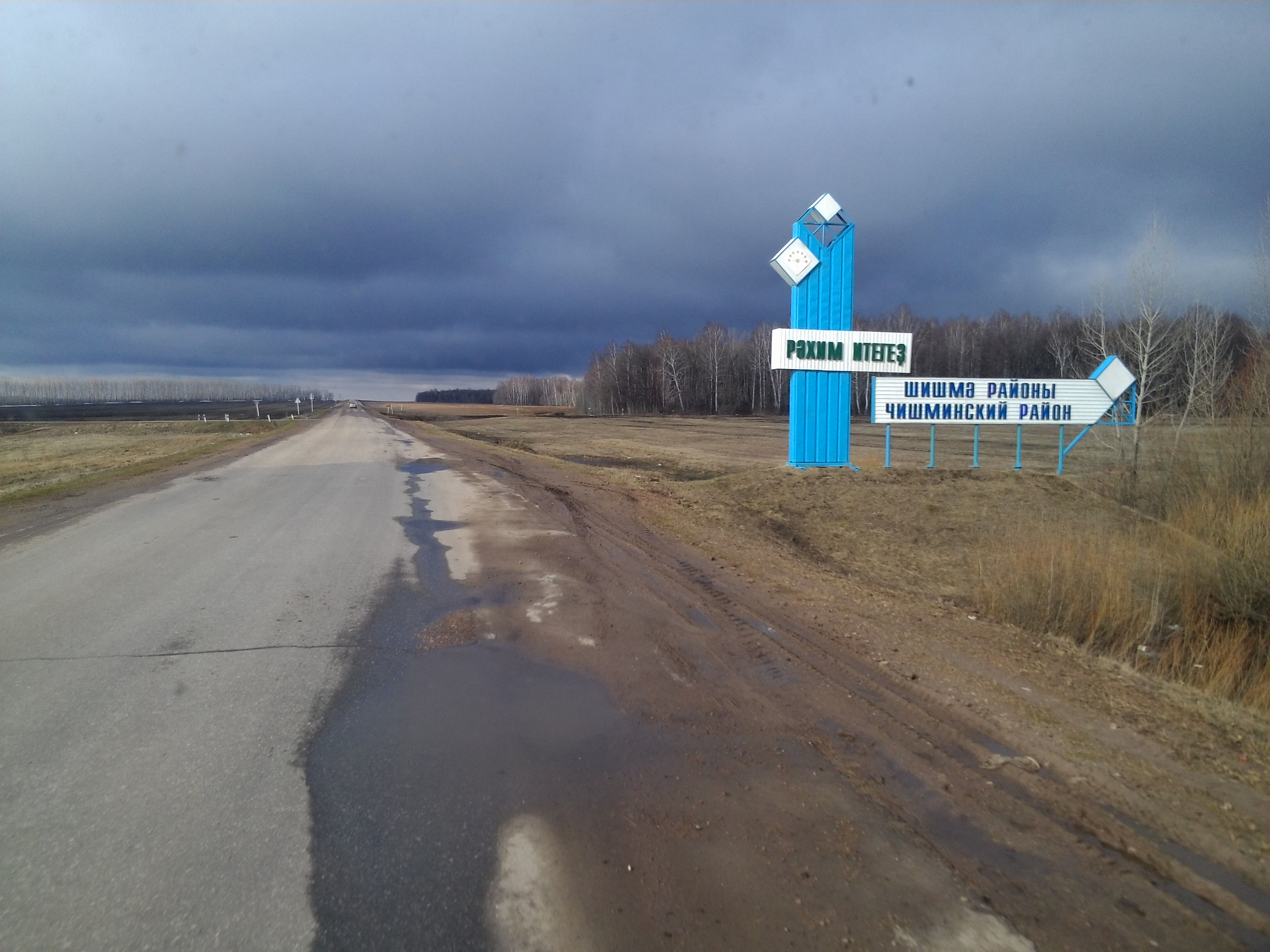
В'їзд до району
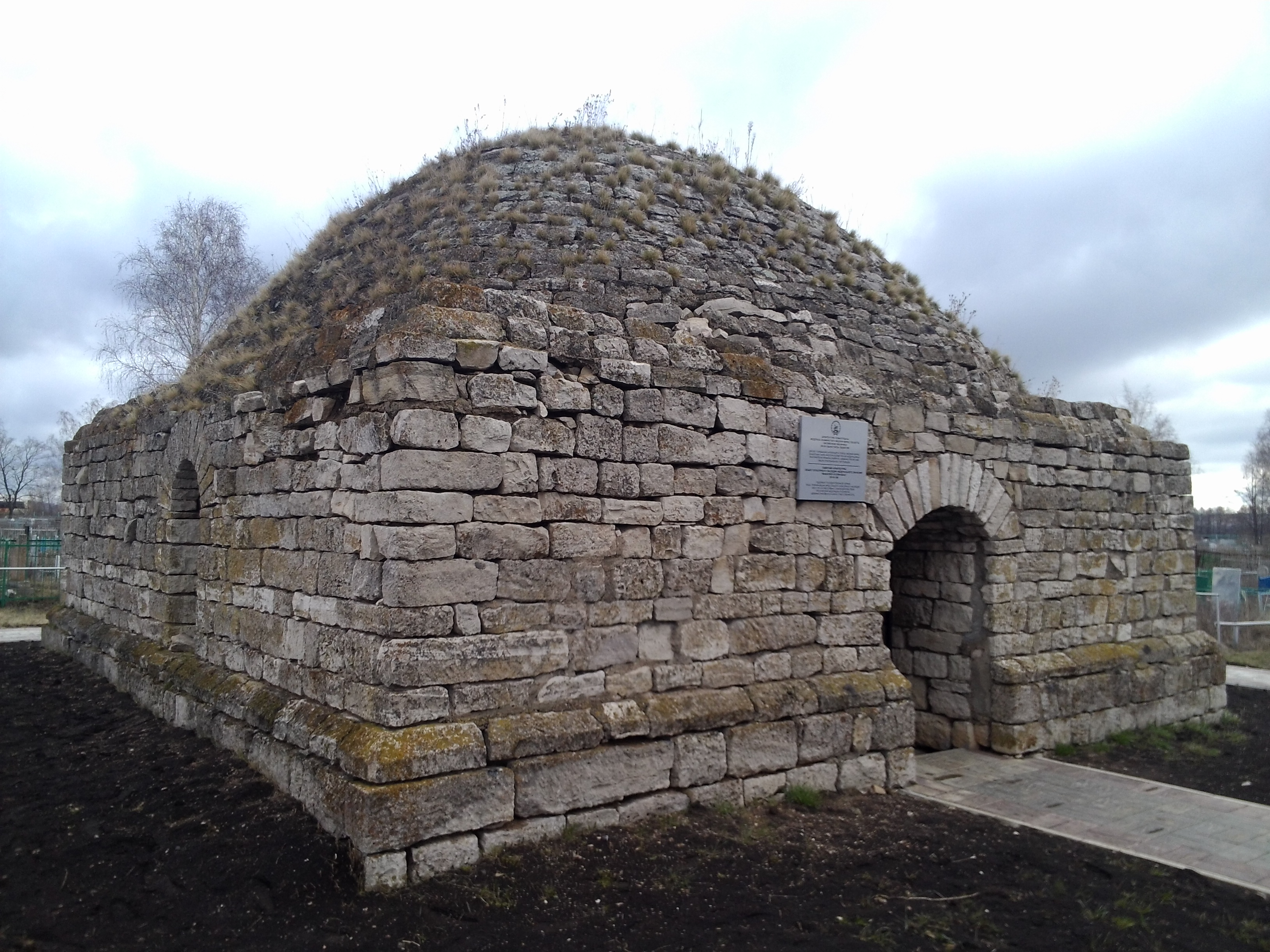
Мавзолей Хусейн-бека
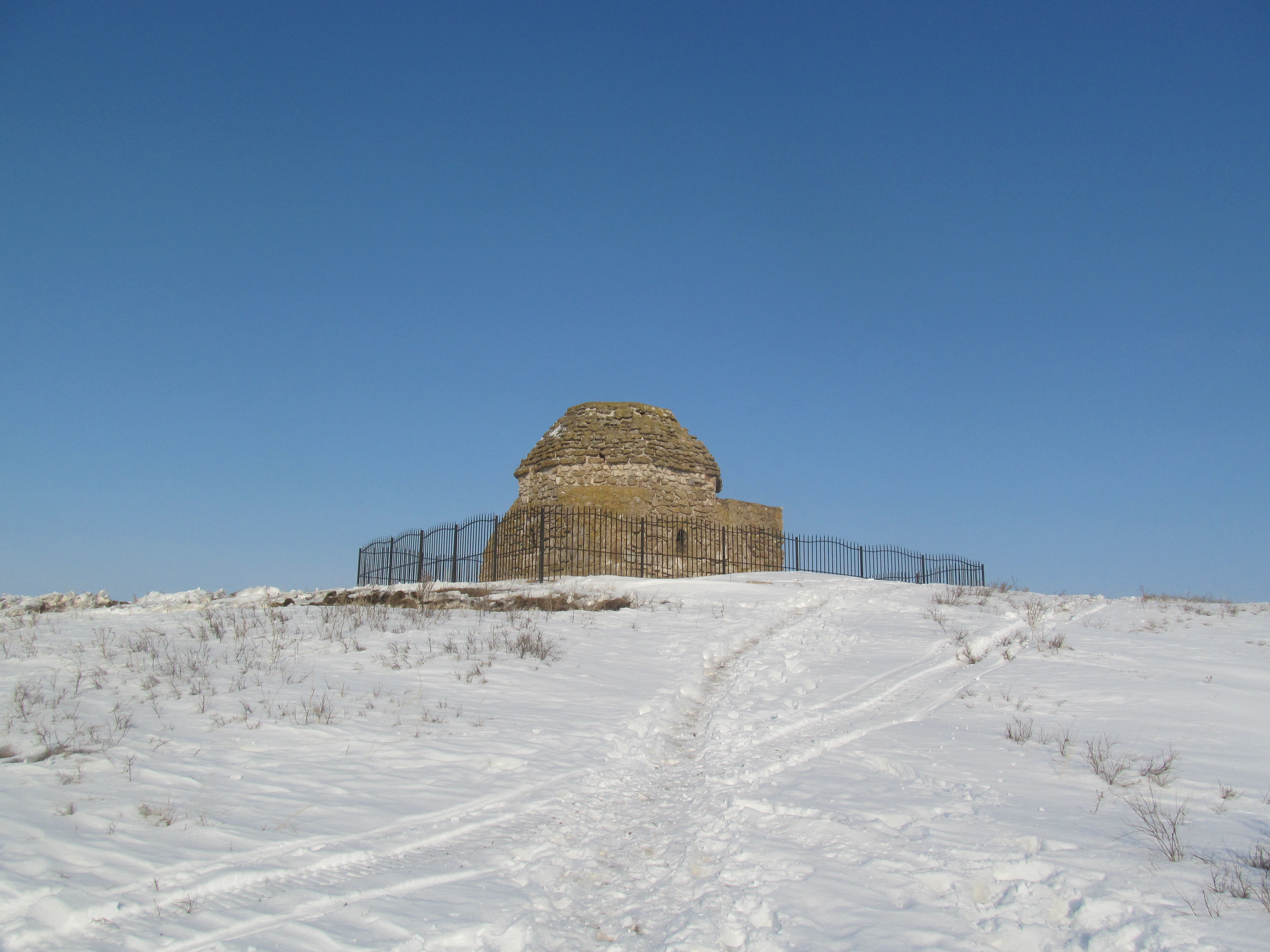
Мавзолей Тура-хана
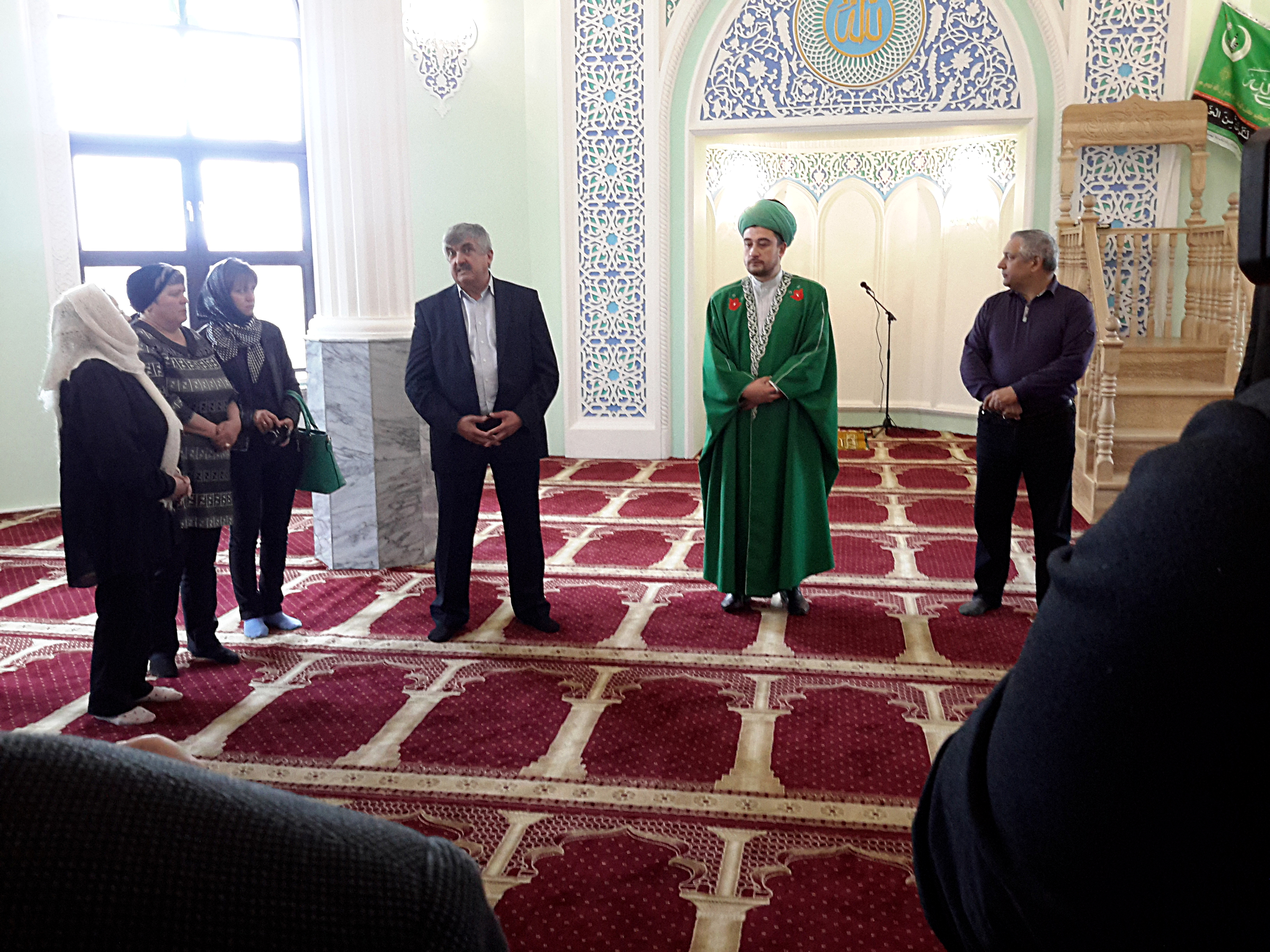
Голова районної адміністрації Ф. З. Уразметов та головний муфтій району у мечеті імені Хусейн-бека
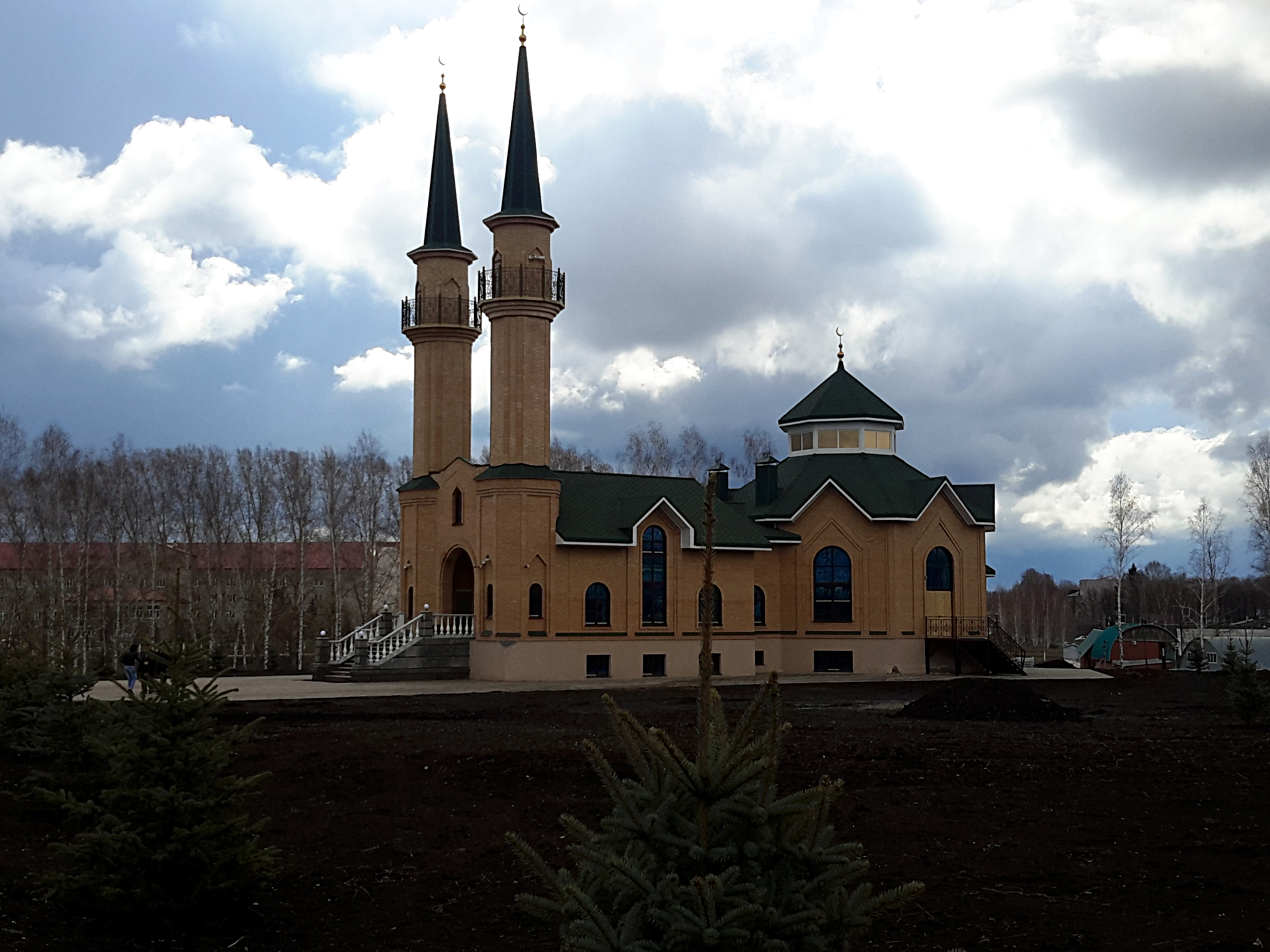
Мечеть імені Хусейн-бека
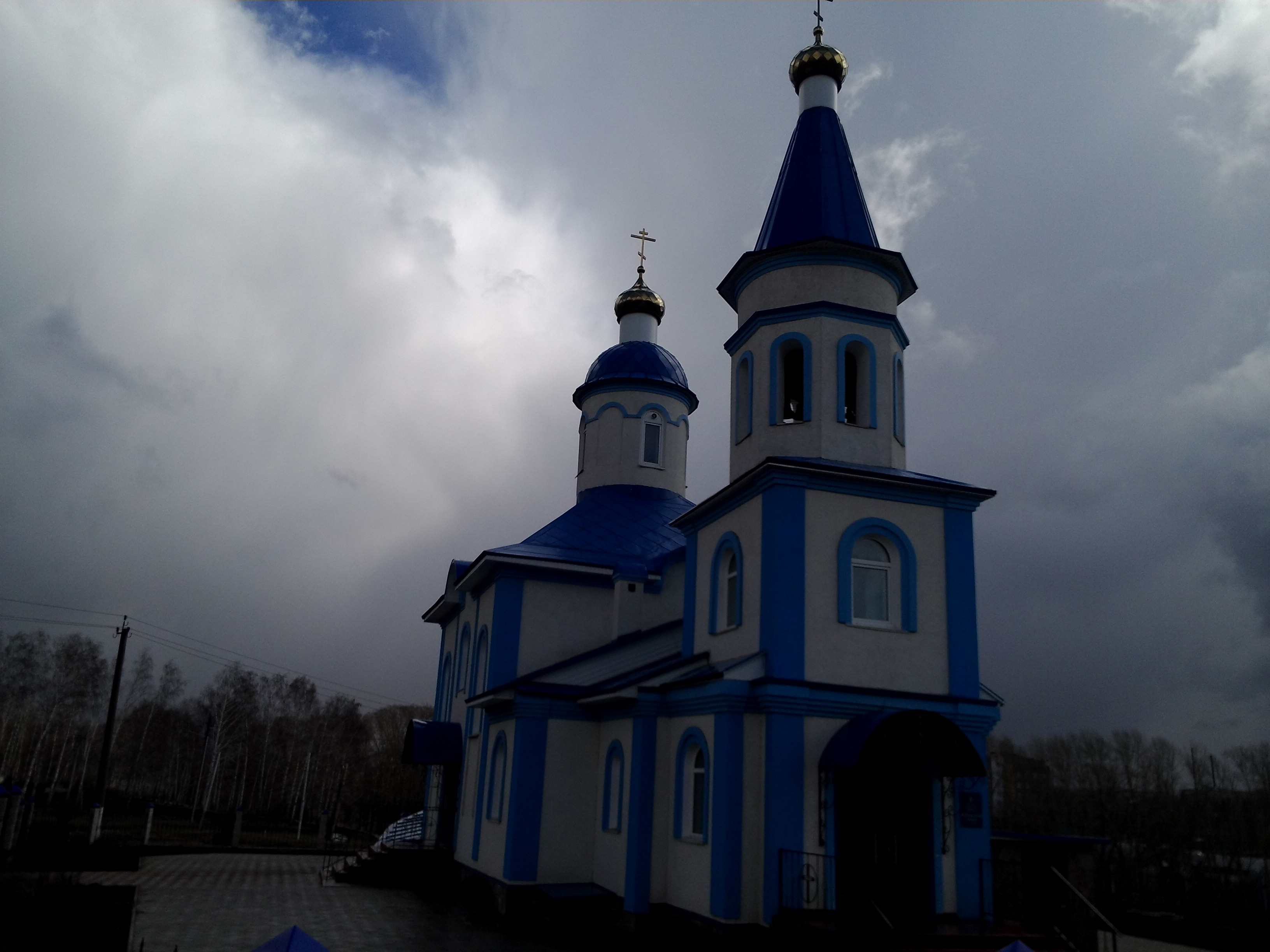
Успенський храм